# Cratere Jurfaleu
Jurfaleu è un cratere sulla superficie di Giapeto.